# 大澤站 (山形縣)
大澤站（日语：／ Ōsawa eki */?）是位於山形縣米澤市大字大澤，屬於東日本旅客鐵道（JR東日本）的奧羽本線（位於愛稱為山形線區間內）車站。

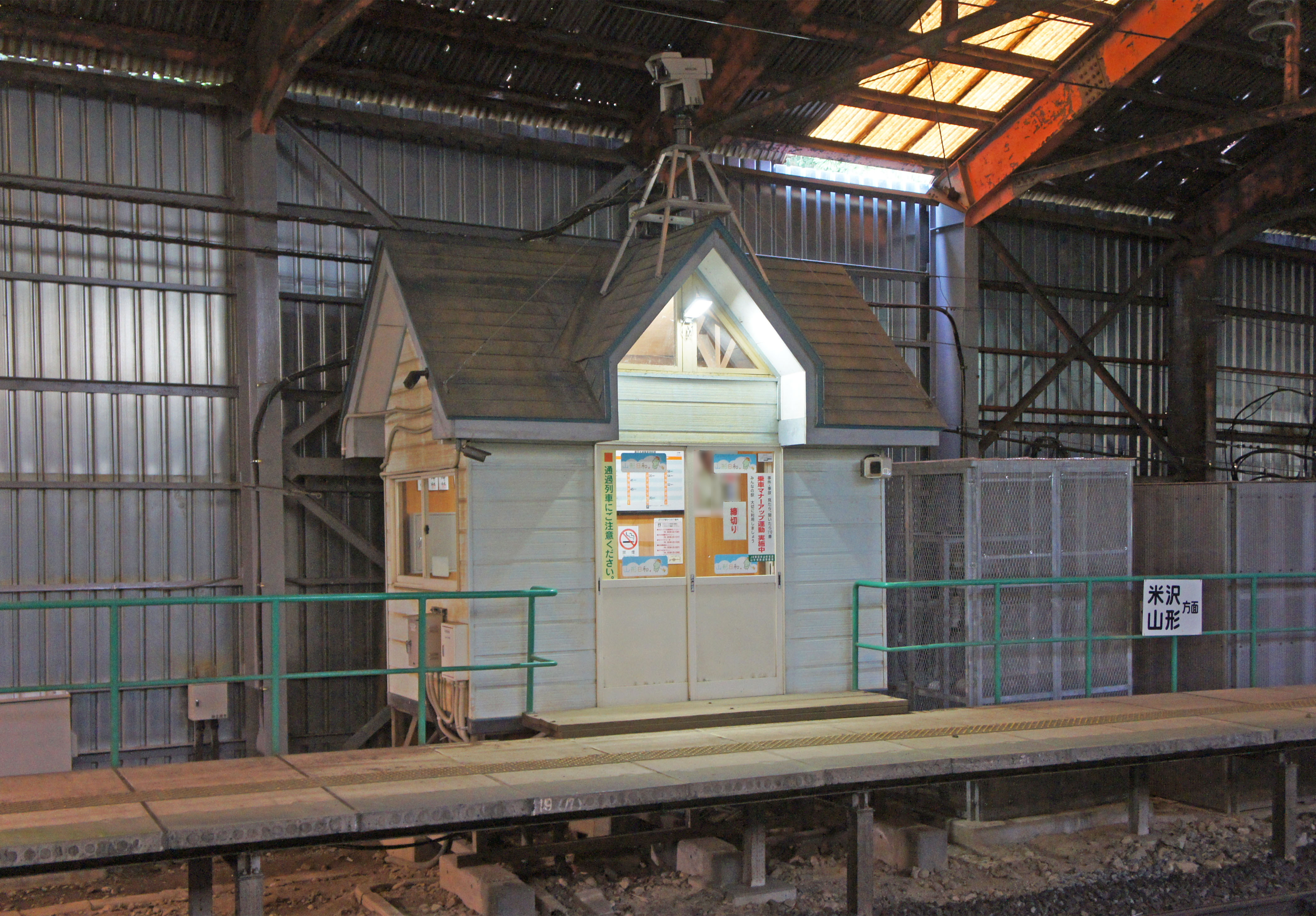
候車室(2022年5月)

## 歷史
- 1899年（明治32年）5月15日：福島站至米澤站之間開業，大澤信號站啟用。
- 1909年（明治42年）10月12日 - 制定路線名稱，此站成為奧羽本線車站。
- 1906年（明治39年）12月25日：升級成為旅客車站，名為大澤站。
- 1984年（昭和59年）12月1日：成為無人車站。
- 1987年（昭和62年）4月1日：伴隨國鐵分割民營化，車站由東日本旅客鐵道（JR東日本）營運。
- 1990年（平成2年）9月1日：隨著山形新幹線啟用，廢止折返式設施。
- 2024年11月1日，JR東日本宣布，所有停靠大澤站的12班列車將於12月1日起改為過站不停靠，並為是否廢除此站進行討論[1][2][3]。而車站本身將於12月關閉[4]。

## 車站構造

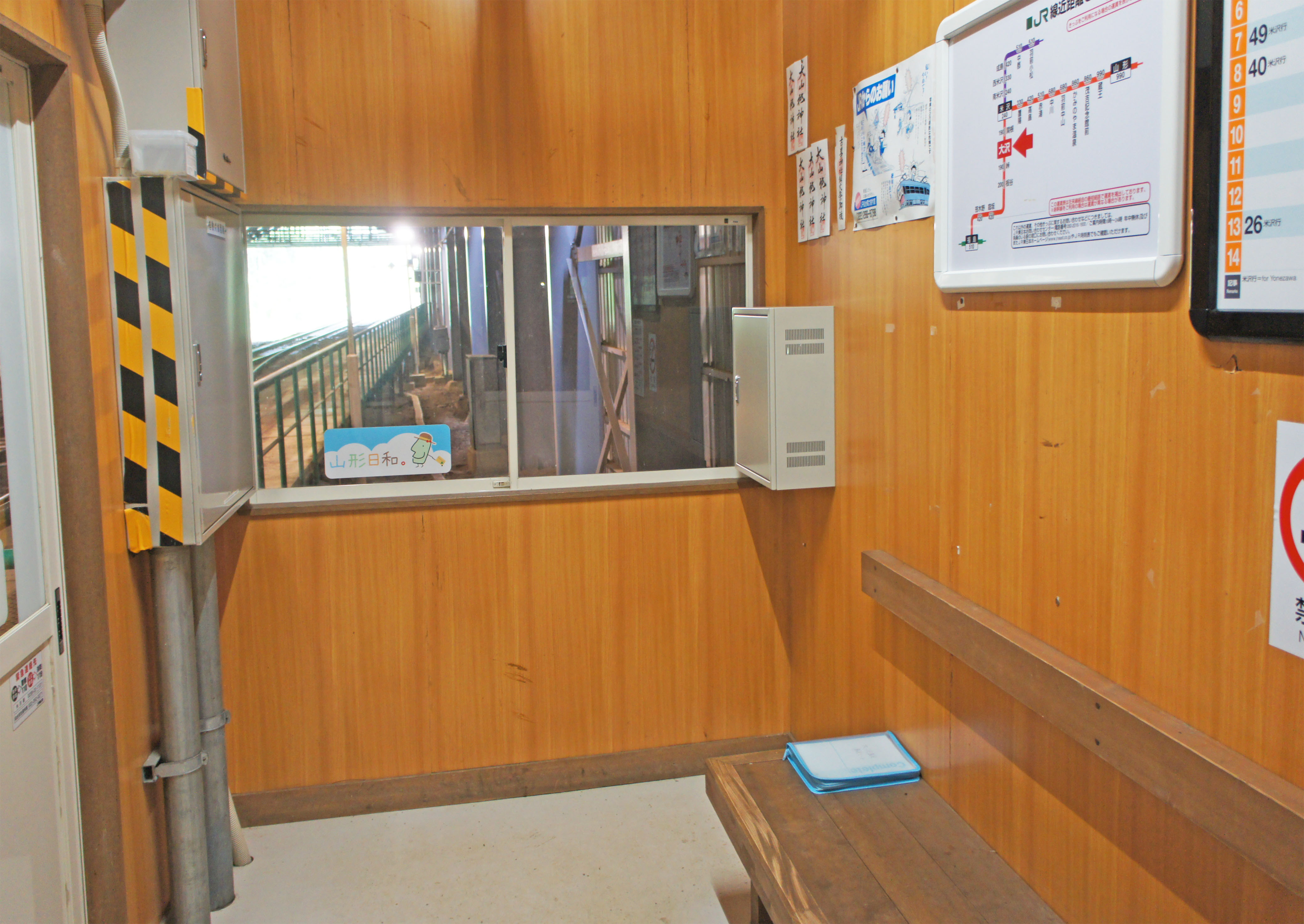
候車室内(2022年5月)

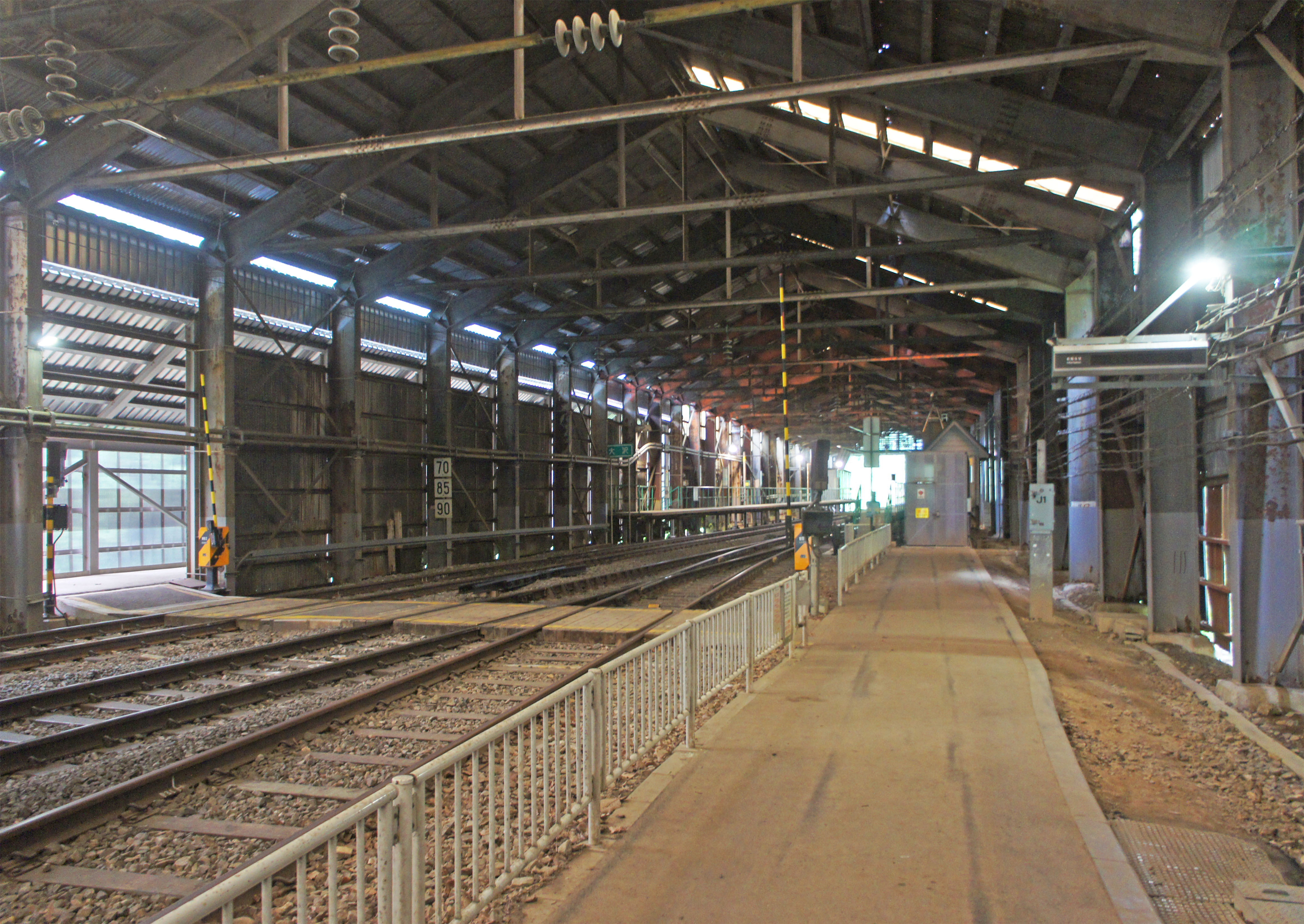
站內平交道(2022年5月)

本站是地面車站，設有2面2線的相對式月台。各月台之間透過站內平交道（設有警報機和遮斷機）連接。整個月台都設有防雪棚覆蓋。
在山形新幹線啟用前，本站與峠站、板谷站和赤岩站四站都已經安裝該設備，以保護轉轍器等設備。本站在建設山形新幹線時進行改軌距工程，同時把4站的折返式設施廢止。而此站是由米澤站管理的無人車站。

### 月台
| 月台     | 路線    | 上下行 | 方向           |
| -------- | ------- | ------ | -------------- |
| 入口側   | ■山形線 | 下行   | 米澤、山形方向 |
| 入口對面 | ■山形線 | 上行   | 福島方向       |

參考
※在資訊上，此站沒有編排月台編號。

## 使用狀況
根據「山形縣」的資料，在2004年度1日平均乘車人次為3人。
| 乘車人次變化 | 乘車人次變化 |
| 年度         | 1日平均人次  |
| ------------ | ------------ |
| 2000         | 5            |
| 2001         | 5            |
| 2002         | 4            |
| 2003         | 3            |
| 2004         | 3            |

## 車站周邊
- 羽黑川

## 相鄰車站
東日本旅客鐵道（JR東日本）
■山形線（奧羽本線）
峠－大澤－關根

## 注腳
1. ↑  . NHK. 2024-11-01 （日语）.
2. ↑  . TBS  NEWS  DIG. 2024-10-31 （日语）.
3. ↑   (PDF). JR東日本  東北本部. 2024-10-31  [2024-11-28]. （原始内容存档 (PDF)于2024-11-12） （日语）.
4. ↑  . 産経新聞社. 2024-11-24 （日语）.
5. ↑  JR東日本:駅構内図 （页面存档备份，存于）（日語）
6. ↑  『山形県の鉄道輸送』平成26年度版 - 山形県 （页面存档备份，存于）（日語）

## 外部連結
- 車站資訊（大澤）：東日本旅客鐵道（日語）